# Botryobasidium digitatum
Botryobasidium digitatum ist eine Ständerpilzart aus der Familie der Traubenbasidienverwandten (Botryobasidiaceae). Sie bildet resupinate, spinnwebartige Fruchtkörper aus, die auf Totholz wachsen. Botryobasidium digitatum besitzt ein Artareal, das Mittel- und Südamerika umfasst. Die Anamorphe der Art ist bislang nicht bekannt.

## Merkmale

### Makroskopische Merkmale
Botryobasidium digitatum besitzt hell elfenbeinfarbene, mehlstaub- oder gespinstartige Fruchtkörper, die resupinat (also vollständig anliegend) auf ihrem Substrat wachsen und unter der Lupe leicht netzartig erscheinen.

### Mikroskopische Merkmale
Wie bei allen Traubenbasidien ist die Hyphenstruktur von Botryobasidium digitatum monomitisch, besteht also nur aus generativen Hyphen, die sich rechtwinklig verzweigen. Die Basalhyphen sind hyalin bis leicht gelblich, meist 7–12 µm breit und nicht inkrustiert. Die bis zu 6–11 µm dicken Subhymenialhyphen sind hyalin, dünnwandig und cyanophil. Die Art verfügt nur über wenige, 60–105 × 10–12 µm große Zystiden und nicht über Schnallen. Die meist sechssporigen Basidien der Art wachsen in Nestern, werden 17–25 × 9–12 µm groß, sind zunächst stämmig-eiförmig, später urnenförmig und an der Basis einfach septiert. Die Sporen sind länglich patronen- bis schiffchenförmig und 10–12 × 4–5,5 µm groß. Sie sind glatt, dünnwandig und besitzen einen deutlichen Fortsatz.

## Verbreitung
Die bekannte Verbreitung von Botryobasidium digitatum umfasst Panama und Kolumbien, die Art wurde bislang nur sehr selten gefunden.

## Ökologie
Botryobasidium digitatum ist ein Saprobiont, der Totholz besiedelt. Das Substratsspektrum ist nicht näher bekannt; der Holotyp stammt von einem Stück komplett verkohlten Holzes.